# 委任立法
委任立法（いにんりっぽう）とは、法律の委任に基づき立法府以外の機関(特に行政機関)が、法規を定めることをいう。

## 概要
いわゆる夜警国家の時代は、国家の役割はその自立的運行に必要な外交、国防、治安の維持のみでよいという考えが主流であったため、行政府は立法府によって決められた事柄を執行するだけの機関に過ぎなかった。
しかし資本主義が発達し、貧富の差が拡大するといった弊害が生まれてくるにつれ、国家が広範な分野において政策を講じる必要が出てきた。
ところが、立法府は、行政府に比べると社会の変化に随時対応する機動力に欠け、また、日常的に行政を担当する行政府に比べると、詳細な情報を得るための能力に欠ける点が指摘され、国民の要求に迅速に応えるためには、行政府にある程度の立法権を委任することが避けられなくなっている。
現在のような行政国家の社会においては、行政府の立法府に対する優位が生まれ、立法府の行政監督機能が機能しない状況となっており、これをどう取り戻していくかが今後の議会政治の課題と言える。

## 関連事項
- 行政国家
- 通達
- 命令 (法規)
  - 政令
  - 省令・府令・庁令
  - 規則
  - 枢密院勅令
  - 枢密院令
  - 大統領令